# Пеннинг
Пе́ннинг (норв. penning) — мелкая серебряная монета, имевшая хождение у скандинавских народов. Имела также широкое распространение у других германских народов: на Британских островах имеет название пенни, а в Центральной Европе — пфенниг.
Вес скандинавского серебряного пеннинга колебался. Первоначально он составлял 1/192 весовой марки серебра (весившей около 210 граммов) и, следовательно, содержаал около 1,09 грамм серебра. Но иногда его вес достигал 1,3 или даже 2 г.
В Норвегии первые серебряные пеннинги начали чеканить при короле Улафе Трюггвасоне в 995 году. Позднее к ним время от времени добавлялась также медь. В Швеции во второй половине XII века пять пеннингов соответствовало пяти шеппам ржи или трёх шеппам ячменя. В Норвегии пеннинги чеканились в следующих вариантах: 2 пеннинга, 1 пеннинг, 1/2 пеннинга и 1/4 пеннинга и являлись основной денежной единицей вплоть до заключения Кальмарской унии в 1387 году.